# Бодрая (галера, 1739)
«Бодрая» — галера Балтийского флота Российской империи, одна из 22 галер одноимённого типа, участник русско-шведской войны 1741—1743 годов.

## Описание галеры
16-баночная галера с деревянным корпусом, одна из 22 галер одноимённого типа. Длина галеры составляла 30,5 метра, ширина — 5,3 метра, а осадка — 1,3 метра. В качестве основного движителя судна использовалось 16 пар вёсел, также галера была оборудована вспомогательным косым парусным вооружением.
Точных сведений об особенностях конструкции и артиллерийском вооружении галеры «Бодрая» не сохранились, однако большинство 16-баночных галер, строившиеся для Российского императорского флота, были оснащены двумя мачтами с латинским парусным вооружением и имели по 4 гребца на каждое весло, а их артиллерийское вооружение в большинстве случаев состояло из одной 12-фунтовой и двух 8-фунтовых пушек, а также из 8—10 фальконетов.
Одна из шести галер Российского императорского флота, носивших это наименование. Также в составе Балтийского флота несли службу одноимённые галеры 1727, 1749, 1756, 1773 и 1796 годов постройки.

## История службы
Галера «Бодрая» была заложена на стапеле Галерной верфи Санкт-Петербурга и после спуска на воду в 1739 году вошла в состав Балтийского флота России. Строительство вёл кораблестроитель И. Немцов.
Принимала участие в русско-шведской войне 1741—1743 годов.
По окончании службы в 1754 году галера «Бодрая» была разобрана во Фридрихсгаме.

### Комментарии
1. ↑  Всего в рамках серии было построено 22 галеры: «Бодрая» (головное судно проекта), «Быстрая», «Верная», «Весёлая», «Ижора», «Лёгкая», «Надёжная», «Непобедимая», «Смелая», «Счастливая», «Буцефал», «Единорог», «Елень», «Морская лошадь», «Пегас», «Серна», «Канарейка», «Констанция», «Летучая», «Лофер», «Сайга» и «Феникс»[1].
2. ↑  100 футов[2].
3. ↑  17,5 футов[2].
4. ↑  4 фунта 5 дюймов[2].
5. ↑  Или 16 банок[3].